# سانتیاگو اورمنیو
سانتیاگو اورمنیو (انگلیسی: Santiago Ormeño؛ زادهٔ ۴ فوریهٔ ۱۹۹۴) بازیکن فوتبال اهل مکزیک است.
وی همچنین در تیم ملی فوتبال پرو بازی کرده‌است.